# Sheila O'Toole
Sheila Mary O'Toole CNZM QSO (1929 – 10 de junio de 2024), también conocida como la Hermana Mary Laurence, fue una monja católica neozelandesa que trabajó en Samoa Occidental y Vietnam. Es la neozelandesa más condecorada en relación con Vietnam.

## Biografía
La Hermana Sheila O'Toole fue miembro de la orden Hermanas de Nuestra Señora de las Misiones. Trabajó con refugiados indígenas montagnard en Phuoc Binh, en la provincia de Phuoc Long, desde marzo de 1969 hasta abril de 1975. Estuvo en Saigón durante la Guerra de Vietnam, fue retenida en un campo de prisioneros de guerra y fue una de las últimas personas en salir de la Embajada de Estados Unidos en abril de 1975. También ayudó a los huérfanos vietnamitas a salir de Saigón en la Operación Babylift.
O'Toole regresó a Vietnam en 1992 y pasó otros 12 años allí, incluyendo trabajar en un hospital para pacientes con lepra. Presentó a su compatriota neozelandesa Sally Morrison al hospital, y Morrison pasó muchos años apoyando el centro.
En los Honores de Año Nuevo de 1986, O'Toole fue nombrada Compañera de la Orden de Servicio de la Reina por su servicio comunitario en Samoa Occidental. En los Honores de Año Nuevo de 2004, fue nombrada Compañera de la Orden del Mérito de Nueva Zelanda por sus servicios como trabajadora social.
En 2007, O'Toole publicó sus memorias de Vietnam en Behind the Visor: My Life in Wartorn Vietnam.
En agosto de 2019, O'Toole celebró su 90 cumpleaños y en enero de 2020 celebró 70 años de servicio. Falleció en Atawhai Assisi en Newstead, el 10 de junio de 2024, a la edad de 94 años.